# Karl Andresen
Karl Gustav Andresen (* 1. Juni 1813 in Uetersen; † 25. Mai 1891 in Bonn) war ein deutscher Germanist.

## Leben
Karl Andresen besuchte das Christianeum in Altona bis 1833 und studierte anschließend Philosophie an der Universität Kiel. Von 1839 bis 1852 hatte er eine Stelle als Collaborator und Lehrer an seiner ehemaligen Schule, dem Christianeum, inne. Nach seiner Entlassung auf eigenen Wunsch wirkte er als Privatlehrer an verschiedenen Orten.
1858 bis 1865 nahm Andresen eine Stelle als Oberlehrer und Prorektor in Mülheim an der Ruhr an. Danach siedelte er über nach Bonn, wo er sich 1870 als Privatdozent habilitierte und 1874 zum außerordentlichen Professor ernannt wurde.
Karl Andresen starb eine Woche vor seinem 78. Geburtstag in Bonn und fand dort auch seine letzte Ruhestätte.

## Schriften (Auswahl)
- Über deutsche Orthographie. Kunze Verlag, Mainz 1855.
- Wortregister für deutsche Orthographie. Nebst grundsätzlichen Vorbemerkungen.  2. Ausg. Kunze Verlag, Mainz 1869 (EA Mainz 1856)
- Die deutschen Familiennamen. Mülheim 1862 (Programm der Realschule).
- Register zu J. Grimms deutscher Grammatik. Göttingen 1865.
- Über J. Grimms Orthographie (Documenta linguistica). Olms, Hildesheim 1971 (Nachdr. d. Ausg. Göttingen 1867).
- Über die Sprache J. Grimms. Sändig Reprint, Schaan 1981, ISBN 3-500-19710-8 (Nachdr. d. Ausg. Leipzig 1869).
- Die altdeutschen Personennamen in ihrer Entwickelung und Erscheinung als heutige Geschlechtsnamen. Sändig, Vaduz 1983 (Nachdr. d. Ausg. Mainz 1873).
- Über deutsche Volksetymologie. 4., stark verm. Aufl. Heilbronn 1883 (Digitalisat), 7. Aufl. Reisland-Verlag, Leipzig 1919. Die Erstausgabe erschien 1876 in Heilbronn (Link zum Digitalisat)
- Sprachgebrauch und Sprachrichtigkeit im Deutschen. Wissenschaftliche Buchgesellschaft, Darmstadt 1967 (Nachdr. d. Ausg. Leipzig 1923).
- Konkurrenzen in der Erklärung der deutschen Geschlechtsnamen. Verlag Henninger, Heilbronn 1883.